# Vederlax bunkermuseum
Vederlax bunkermuseum (finska: Virolahden bunkkerimuseo) är ett militärhistoriskt museum i Vederlax kommun,
som öppnades 1980. Det ligger omkring 20 kilometer väster om Virojoki utmed riksväg 7 mot Fredrikshamn.
Museet grundades av Vederlax kommun och lokala krigsveteranföreningar och har utvecklats tillsammans med Salpalinjens museum i Miehikkälä och andra enheter i Salpacentret.
I museet finns, förutom en inomhusutställning, rester av fortifikationer utomhus.